# Greg Owen
Gregory Clive Owen (født 19. februar 1972 i Mansfield, England) er en engelsk golfspiller, der pr. juli 2008 står noteret for 3 sejre gennem sin professionelle karriere. Han blev professionel i 1992.